# ラティチュード
ラティチュード、ラチチュード、ラティテュード（latitude）は、一般的に日本では写真用語であり、音響学・信号処理分野で言うところの「ダイナミックレンジ」に相当する。
感光材料（写真フィルムなど）が、画像（階調の集まり）として再現できる露光の範囲、寛容度を表すことに使われる。露光寛容度、露出寛容度とも言う。英語ではexposure latitude。

## 概要
写真撮影（露光）において、感光材料に対し適正より少ない露光量（露出アンダー、画像が暗く階調がつぶれるおそれがある）や、反対に適正より多い露光量（露出オーバー、画像が明るく階調が飛ぶおそれがある）であっても階調が無くならず、画像として成立するような特性（露光許容量が大きい）を「ラティチュードが広い」と表現する。このような特性の場合、暗い部分（シャドウ）から明るい部分（ハイライト）までなだらかな階調が再現できる反面、画像がフラット（眠たい調子）になりやすい。
反対に、再現できる露光の範囲が狭い特性を「ラティチュードが狭い」と表現する。この場合、露出オーバーやアンダーに対して白とびや黒つぶれを起こしやすいが、メリハリのあるコントラストが高い画像を得ることが出来る。
一般的にネガフィルムはラティチュードが広く、リバーサル（ポジ）フイルムや固体撮像素子を用いるデジタルカメラのラティチュードは狭い。撮影においては、ラティチュードが広い方が扱いやすい。

## 撮影時の対策
特に、ラティチュードが狭いフィルムを用いる時や階調再現を重視する際は、被写体各部の必要露光量を確認しカメラの露出補正機能（または手動設定）を使って最も適切な露光を与えると共に、光源と被写体とカメラの相互位置を変えてみる、デーライトシンクロなど補助光を使用する、強い光をディフューズする、レフ板でシャドー部を起こす、などの明暗比を小さくする処置が有効となる。
またそのような場合、適正露光で撮影できているかどうかが不安な場合は、露光量を変化させて複数枚を撮影することである程度の露光ミスの予防が可能である。一部の機種には、これを自動で行うオートブラケット機構を有するものもある。また、デジタルカメラは撮影直後、即時に撮影した画像の確認が可能なうえ、デジタル一眼レフカメラやミラーレスカメラなど高級機を中心に撮影した画像のヒストグラム表示が可能な機種が多い（さらに近年では、撮影時にハイダイナミックレンジ合成をカメラ内部で行える機種もある）。